# Sublunary Tragedies
Sublunary Tragedies debitantski je studijski album mađarskog avangardnog metal sastava Thy Catafalque. Album je 1999. godine objavila diskografska kuća KaOtic.

## Popis pjesama
Tekstovi: Avar, glazba: Namtar i Avar.
| 1.    | »Erdgeist«              | 5:00 |
| 2.    | »Ashesdance«            | 6:12 |
| 3.    | »Triumph Lightless«     | 8:36 |
| 4.    | »Come Lateautumn Rains« | 9:26 |
| 5.    | »Via Millennia«         | 9:27 |
| 6.    | »Rota Mundi«            | 6:11 |
| 7.    | »Static Continuance«    | 9:18 |
| 54:10 |                         |      |

## Zasluge
Thy Catafalque
- Avar – vokali, klavijature, programiranje
- Namtar – gitara, bas-gitara

Dodatni glazbenici
- Noémi Oláh – vokali
- Gabriella Kakulya – vokali